# Флаг Приладожского
Флаг муниципального образования Прила́дожское городское поселение Кировского муниципального района Ленинградской области Российской Федерации — опознавательно-правовой знак, служащий официальным символом муниципального образования.
Утверждён 27 ноября 2007 года и внесён в Государственный геральдический регистр Российской Федерации с присвоением регистрационного номера 3642.

## Описание
Представляет собой прямоугольное полотнище с отношением ширины флага к длине — 2:3, воспроизводящее композицию герба в синем, малиновом, белом и жёлтом цветах.
Геральдическое описание герба гласит: «В разбитом начетверо пурпурном и лазоревом (синем, голубом) поле золотой петух без видимых лап, с хвостом наподобие одной большой бегущей волны, гребень которой закручен в бездну, раскрывающийся по ходу солнца, сопровождаемый в каждой пурпурной четверти золотым обнажённым мечом в столб рукоятью вниз, в каждой лазоревой четверти — серебряной рыбой в пояс».

## Обоснование символики
Составлен на основании герба муниципального образования, в соответствии с традициями и правилами геральдики и отражает исторические, культурные, общественные, национальные и другие местные традиции.
Золотой петух — символ градообразующего предприятия муниципального образования Приладожское городское поселение — ЗАО «Птицефабрика Синявинская имени 60-летия Союза ССР». Его строительство было начато в 1976 году, а первая очередь была введена в эксплуатацию в 1978 году. Это птицеводческое предприятие яичного направления является крупнейшим в Европе и входит в состав 10 крупнейших предприятий по производству яиц в мире. Возникший в связи с этим новый населённый пункт — Приладожский в 1981 году получил статус рабочего посёлка. Петух в геральдике — символ бдительности и отваги, вестник дня. Древнейшая эмблема рассвета, призыва к возрождению. Изображение его напоминает петуха на стеле при въезде на птицефабрику.
Золотой меч в пурпуре — символ боевого прошлого этих земель, так как именно отсюда полки Петра I двинулись на штурм крепости Нотебург (Орешек). Память об уничтоженных в годы Великой Отечественной войны близлежащих деревнях — Марково, Бугры и других. В годы войны была уничтожена деревня Верхняя Назия. До войны там располагался колхоз «1 мая», более 120 дворов. Война оставила от этой деревни следы фундаментов, да деревенский погост со старыми дубами-великанами. 9 мая 1993 года на братском захоронении советских воинов, недалеко от деревни Назия была установлена стела с надписью: «Вечная память защитникам Приладожской земли». Символ мужества советских воинов — героев в годы Великой Отечественной войны.
Серебряная рыба в лазури — в советское время в Назии было создано отделение рыбколхоза им М. И. Калинина. Исстари здешние жители занимались рыболовством, работали на канале, водили суда. Рыболовы ловили разную рыбу — это плотва, окунь, лещ, судак, ладожский сиг.
Синий цвет (лазурь) символизирует красоту, любовь, мир, возвышенные устремления, побережье Ладожского озера; воплощает названия посёлка и муниципалитета Приладожское.
Малиновый цвет (пурпур) символизирует власть, благородство, достоинство, славу и почёт.
Жёлтый цвет (золото) символизирует божественное сияние, благодать, прочность, величие, солнечный свет, могущество, силу, постоянство, знатность, справедливость, верность.
Белый цвет (серебро) символизирует чистоту помыслов, правдивость, невинность, благородство, откровенность, непорочность, надежду.